# Стеван Којић
Стеван Којић (Кикинда, 1973) српски вајар и мултимедијални уметник, који сопствено уметничко интересовања налази на пресеку науке, уметности и технике, а ликовна дела ствара накаон интердисциплинарног истраживања, кроз интерактивне инсталације, дигиталне анимације и фотографију. Редовни је професор на Катедри за нове уметничке медије на Академији уметности Универзитета у Новом Саду и на Факултету ликовних уметности на Цетињу.

## Живот и каријера
Рођен је у Кикинди 1973. године у којој је провео детиљство и завршио основно школовање. Након дипломирања на вајарском отсеку Факултета ликовних уметности у Београду 1977. године, завршио је и магистарске студије на истом факултету 1999. године. Тренутно је на докторским студијама на Академији уметности у Новом Саду.
Тренутно је запослен као редовни је професор на Катедри за нове уметничке медије на Академији уметности у Новом Саду и на Факултету ликовних уметности на Цетињу. Као професор једно време је радио у настави на Академији ликовних умјетности у Требињу.
Учесник је многобројних групних и самосталних изложби фестивала и симпозијума у: Србији, Аустрији, Босни и Херцеговини, Чешкој, Црној Гори, Француској, Румунији, Италији, Јужној Кореји, Канади, Македонији, Немачкој, Јапану, Сједињеним Америчким Државама, Словачкој, Швајцарској и Турској.

## Ликовно стваралаштво
У свом ликовном стваралаштву, према речима галеристкиња Весне Латиновић, која за Којића сматра да је један од најзапаженијих уметника средње генерације, који је дуги низ година значајно присутан на српској уметничкој сцени, својом компјутерско-технолошком уметношћу која је карактеристична за његово време. У његовом стваралштву, како истиче Весне Латиновић... доминантна је медијализација која производи нове и другачије односе међу људима и све више управља судбином људи нашег времена...и додаје...Стеван Којић своју садржинску, визуелно-форму и поетичке намере дефинише персонализованим естетским системом који његову стваралачку мисао чини компактном, логичном и читљивом. Зато је Којићев вишегодишњи циклус мултимедијалног стваралаштва управо насловљен „Самоодрживи системи апсурд“, у ери глобалне медијализације, компјутеризације и ране роботике, тачно открива дух и карактер окованог односа појединац – друштво – технологија – природа.

## Признања
Стеван Којић је добитник више награда и признања, од којих су значајније:
- 2002 − Награда интернационалног бијенала младих, Конкордија Вршац
- 2002 − Награда 2МЕТА Фондације, Бијенала визуелних уметности Панчево - Букурешт
- 2002 − Велика награда 29 новосадског ликовног салона, Галерије Матице српске, Нови Сад
- 2003 − Награда 21. Салона Галерије савремених уметности Панчево
- 2022 − Награде Сава Шумановић за ликовну уметност на 26. Мешународној изложби "Art expo", на новосадском сајму у галерији "Bel art".[2]